# Guatemala nos Jogos Pan-Americanos de 2011
A Guatemala participou dos Jogos Pan-Americanos de 2011 em Guadalajara, no México. O país esteve presente em todas as edições dos Jogos Pan-Americanos.

## Medalhas
| Atleta                | Esporte   | Prova                          | Medalha |
| --------------------- | --------- | ------------------------------ | ------- |
| Jamy Amarillis Franco | Atletismo | 20 km marcha atlética feminina | Ouro    |
| Mirna Sucely Ortiz    | Atletismo | 20 km marcha atlética feminina | Prata   |

## Desempenho

### Atletismo
Feminino
| Atleta               | Prova                           | Elim. | Elim. | Semifinal | Semifinal | Final   | Final |
| Atleta               | Prova                           | Tempo | Pos.  | Tempo     | Pos.      | Tempo   | Pos.  |
| -------------------- | ------------------------------- | ----- | ----- | --------- | --------- | ------- | ----- |
| Jamy Amarilis Franco | 20 km marcha atlética masculina |       |       |           |           | 1:32.38 |       |
| Mirna Sucely Ortiz   | 20 km marcha atlética masculina |       |       |           |           | 1:33.37 |       |

### Badminton
| Atleta            | Evento               | 1ª fase                           | 2ª fase                             | Oitavas de final                              | Quartas de final       | Semifinais             | Final                  | Pos.        |  |
| Atleta            | Evento               | Adversário e resultado            | Adversário e resultado              | Adversário e resultado                        | Adversário e resultado | Adversário e resultado | Adversário e resultado | Pos.        |  |
| ----------------- | -------------------- | --------------------------------- | ----------------------------------- | --------------------------------------------- | ---------------------- | ---------------------- | ---------------------- | ----------- |  |
| Kevin Cordon      | Individual masculino |                                   | CAN Toby Ng V 21-11, 21-11          | PER Mario Cuba V 21-15, 23-21                 | GUA Pedro Yang         |                        |                        |             |  |
| Pedro Yang        | Individual masculino |                                   | JAM Gareth Henry V 21-19, 22-20     | USA Sattawat Pongnairat V 21-14, 13-21, 21-16 | GUA Kevin Cordon       |                        |                        |             |  |
| Rodolfo Ramírez   | Individual masculino |                                   | CHI Andres Trigo V 21-8, 21-5       | CUB Oslani Guerrero D 20-22, 21-23            | Não avançou            | Não avançou            | Não avançou            | Não avançou |  |
| Ana Lucia de Leon | Individual feminino  |                                   | DOM Cabrela Orosameli V 21-12, 21-8 | CAN Michelle Li D 14-21, 6-21                 | Não avançou            | Não avançou            | Não avançou            | Não avançou |  |
| Pamela Saravia    | Individual feminino  | USA Iris Wang D 11-21, 13-21      | Não avançou                         | Não avançou                                   | Não avançou            | Não avançou            | Não avançou            |             |  |
| Nicte Sotomayor   | Individual feminino  | VEN Gabriela Araujo V 21-6, 21-12 | PER Claudia Rivero D 6-21, 1-21     | Não avançou                                   | Não avançou            | Não avançou            | Não avançou            |             |  |

### Boliche
Duplas
| Atletas                       | Evento    | 1ª série | 1ª série | Final | Final |
| Atletas                       | Evento    | Res.     | Pos.     | Res.  | Pos.  |
| ----------------------------- | --------- | -------- | -------- | ----- | ----- |
| Mauricio Piñol Miguel Aguilar | Masculino | 2.193    | 14º      | 4.511 | 13º   |
| Ximena Soto Sofia Rodriguez   | Feminino  | 2.354    | 4º       | 4.577 | 7º    |

### Levantamento de peso
Masculino
| Atleta          | Categoria      | Resultado (kg) | Resultado (kg) | Resultado (kg) | Posição |
| Atleta          | Categoria      | Arranque       | Arremesso      | Total          | Posição |
| --------------- | -------------- | -------------- | -------------- | -------------- | ------- |
| Welinton Pec    | Até 62 kg      | 105            | 150            | 255 kg         | 5º      |
| Alex Hernandez  | Até 62 kg      | 108            | 136            | 240 kg         | 7º      |
| Oscar Valdizon  | Até 69 kg      | 60             | DNF            | DNF            | DNF     |
| Crhistian Lopez | Mais de 105 kg | 175            | 206            | 381            | 7º      |

Feminino
| Atleta           | Categoria     | Resultado (kg) | Resultado (kg) | Resultado (kg) | Posição |
| Atleta           | Categoria     | Arranque       | Arremesso      | Total          | Posição |
| ---------------- | ------------- | -------------- | -------------- | -------------- | ------- |
| Magdalena Cojom  | Até 53 kg     | 68             | 83             | 151 kg         | 8º      |
| Astrid Camposeco | Mais de 75 kg | 83             | 115            | 198 kg         | 6º      |

### Lutas
| Atleta       | Evento              | Quartas de final                   | Semifinais             | Repescagem                  | Final                  | Pos.        |
| Atleta       | Evento              | Adversário e resultado             | Adversário e resultado | Adversário e resultado      | Adversário e resultado | Pos.        |
| ------------ | ------------------- | ---------------------------------- | ---------------------- | --------------------------- | ---------------------- | ----------- |
| Luis Orantes | Até 55 kg masculino | DOM Juan Ramirez Beltre D 0-7, 0-3 |                        | ECU Juan Valverde D 2-4,1-3 | Não avançou            | Não avançou |

### Remo
| Atleta                                              | Prova                          | Elim.   | Elim.     | Repescagem | Repescagem | Final   | Final         |
| Atleta                                              | Prova                          | Tempo   | Pos.      | Tempo      | Pos.       | Tempo   | Pos.          |
| --------------------------------------------------- | ------------------------------ | ------- | --------- | ---------- | ---------- | ------- | ------------- |
| Juan Guevara Oscar Maeda Leif Catalan Herman Garcia | Quatro sem peso leve masculino | 6:29.06 | 4º/bat. 2 | 6:30.04    | 4º/rep. 1  | 6:21.59 | 8°/2º Final B |
| Jennieffer Zuñiga Maria Samayoa                     | Skiff duplo peso leve feminino | 7:55.98 | 6º/bat. 1 |            |            | 7:59.52 | 6º            |

### Tiro com arco
| Atleta         | Evento               | Qualificatória | Qualificatória | Fase de 32             | Oitavas de final       | Quartas de final       | Semifinais             | Final                  | Pos.        |
| Atleta         | Evento               | Pts.           | Pos.           | Adversário e resultado | Adversário e resultado | Adversário e resultado | Adversário e resultado | Adversário e resultado | Pos.        |
| -------------- | -------------------- | -------------- | -------------- | ---------------------- | ---------------------- | ---------------------- | ---------------------- | ---------------------- | ----------- |
| Julio Barillas | Individual masculino | 1231           | 24º            | VEN Elias Malave D 0-6 | Não avançou            | Não avançou            | Não avançou            | Não avançou            | Não avançou |

Legenda
| Recorde mundial                  | Recorde mundial (World record)               |                       | Recorde africano                      | Recorde africano (African) |                                           | Q | Classificado por posição (Qualified) |
| Recorde dos Jogos Pan-Americanos | Recorde pan-americano (Pan-American record)  | Recorde da América    | Recorde da América (Americas)         | q                          | Classificado por melhor tempo (Qualified) |   |                                      |
| Melhor marca do ano              | Melhor marca do ano (World leading)          | Recorde asiático      | Recorde asiático (Asian)              | DNS                        | Não largou (Did not start)                |   |                                      |
| Recorde nacional                 | Recorde nacional (National record)           | Recorde europeu       | Recorde europeu (European)            | DNF                        | Não terminou (Did not finish)             |   |                                      |
| Recorde pessoal                  | Recorde pessoal do atleta (Personal best)    | Recorde da Oceania    | Recorde da Oceania (Oceania)          | DSQ / DQ                   | Desclassificado (Disqualified)            |   |                                      |
| Recorde da temporada             | Recorde da temporada do atleta (Season best) | Recorde sul-americano | Recorde sul-americano (South America) | NM                         | Sem marca (No mark)                       |   |                                      |